# Loek van Wely

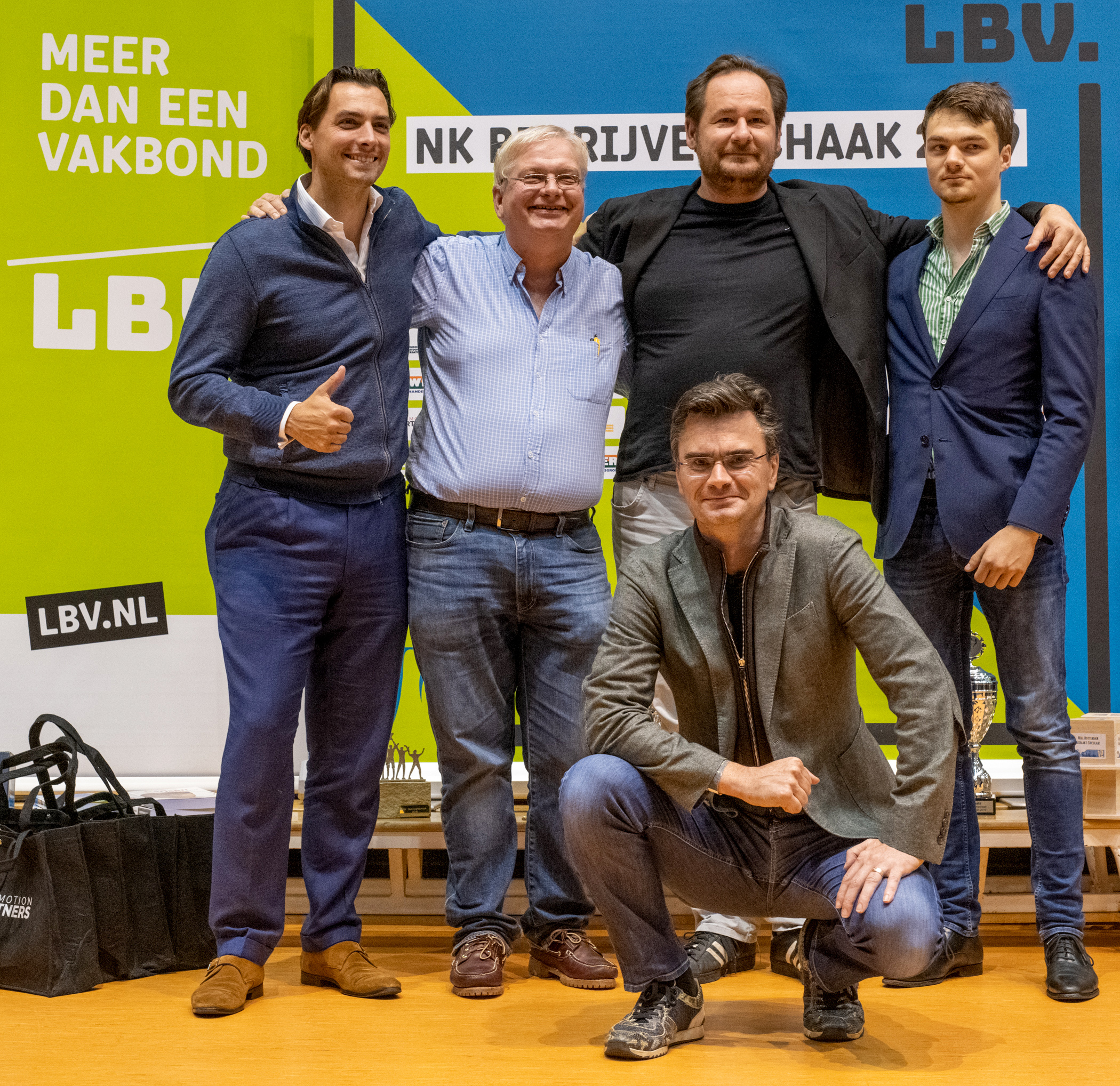
Schaakteam Forum voor Democratie (2019)

Loek van Wely (Heesch, 7 oktober 1972) is een Nederlandse schaker en politicus. In het schaken werd hij in 1990 meester, in 1993 grootmeester (GM). Hij was 8 keer kampioen van Nederland en is Lid van Verdienste van de KNSB. Als politicus was hij van 2019 tot 2023 Statenlid in de provincie Noord-Brabant en lid van de Eerste Kamer.

## Schaakcarrière
Van Wely begon als vierjarige te schaken. Hij leerde schaken door Marcel van Niftrik en ging schaken bij de Osse schaakvereniging OSV. Later kreeg hij training van toenmalig bondscoach Cor van Wijgerden en gold in de jaren 80 als het belangrijkste aankomende talent van Nederland. Vanaf begin jaren 90 speelde hij in een enorm aantal, meestal open, toernooien. Hij won er verscheidene, waarvan het New York Open in 1996 en het Rubinstein Memorial in 1999 het bekendst zijn. In Nederland won hij onder andere Dieren 1999, het Hogeschool Zeeland Schaaktoernooi 2000 en het Lost Boys Toernooi 2001 en 2002. Van Wely's FIDE-rating brak in 1996 door 2600-grens en bereikte in 2001 2714. Daarna zakte die weer in en schommelt sindsdien rond de 2660, ongeveer de 30e tot 40e plaats op de FIDE-ranglijst.
In september 2010 heeft Loek van Wely aangegeven zich toe te gaan leggen op poker. Dit bracht hem echter niet het succes dat hij ervan verwachtte; hij weet dit deels aan te weinig oefening. Bovendien werd Van Wely na een conflict over zwartwerk de toegang tot de Verenigde Staten voor onbepaalde tijd ontzegd, waardoor hij ook Las Vegas niet meer kan bezoeken. Van Wely heeft het schaken in zijn jaren als pokeraar nooit vaarwel gezegd.

## Politieke carrière
In 2017 deed Van Wely namens het Forum voor Democratie als lijstduwer mee aan de Nederlandse Tweede Kamerverkiezingen; hij bezette de 28e plaats op de kandidatenlijst.
Bij de Provinciale Statenverkiezingen 2019 werd Van Wely verkozen in de provincie Noord-Brabant, en bij de Eerste Kamerverkiezingen van 2019 werd hij verkozen als Senator. Beide ambten zou hij tot de volgende verkiezingen in 2023 blijven vervullen. Op 8 december 2020 stapte Van Wely in de Eerste Kamer over van de FVD-fractie naar de fractie-Van Pareren; de overstap werd niet toegelicht. Net als de rest van deze fractie werd hij lid van de nieuwe politieke partij JA21. In de Noord-Brabantse Staten ging Van Wely op 16 januari 2021, ruim een maand later, over naar JA21. Op 20 mei 2021 kondigden Frank Duijs en Loek van Wely aan in 2022 met een lokale partij mee te doen aan de gemeenteraadsverkiezingen in Oss; de partijnaam was Dynamisch Democratisch Oss. De partij behaalde 1 zetel.

## Kampioenschappen

### Nederlands kampioenschap
Van Wely debuteerde in 1991 op het Nederlandse kampioenschap met een 5e plaats. In 1993 eindigde hij als 8e/10e, in 1994 als 3e, in 1995 als 4e, in 1998 als 4e en in 1999 als 3e/5e. In 2000 wist hij dit toernooi voor het eerst te winnen. In 2001 deelde hij de eerste plaats met Erik van den Doel, maar versloeg deze in een barrage. In 2002 gebeurde hetzelfde, maar nu met Sergej Tiviakov. In 2003, 2004 en 2005 won Van Wely opnieuw, waarmee hij zes keer opeenvolgend kampioen werd. In 2006 eindigde hij als 3e/4e. In 2014 deed hij weer mee en won het toernooi na een barrage met Sergej Tiviakov. In 2017 werd hij voor de 8e keer kampioen.

### Wereldkampioenschap
In 1997 deed Van Wely mee aan het eerste FIDE-knock-outtoernooi om het wereldkampioenschap. Hij bereikte de kwartfinale. In latere afleveringen was hij minder succesvol en werd steeds in een vroeg stadium uitgeschakeld. In 2005 bereikte hij in het FIDE World Cup toernooi de laatste zestien, maar eindigde als 14e, 2 plaatsen te kort om verder te gaan in de kandidatenmatches.

### Hoogovens-, Corus-, Tata Steel-toernooi
Van Wely heeft vanaf 1992 elk jaar meegespeeld in de A-groep van het Tata Steel-toernooi (tot en met 1999 het Hoogovenstoernooi, van 1999 tot 2011 Corustoernooi). Van 1992 tot en met 1997 eindigde hij meestal in de middenmoot, van 1998 tot 2002 in de staart. In 2003 leverde hij zijn beste prestatie in dit toernooi met een gedeelde vierde plaats. In de jaren daarna haalde hij meestal rond de 50 procent.

### Olympiade
Van Wely heeft vanaf 1992 in diverse Schaakolympiades gespeeld. Het ging om in totaal 8 keer, waarbij hij in 2000, 2002 en 2004 aan het eerste bord speelde. Van Wely haalde vrijwel altijd een positieve score. Zijn beste prestatie leverde hij in 2000, toen hij 7½ uit 13 scoorde, met een TPR van 2728.

### Resultaten

#### 1998
- Hij eindigde als zesde, van 120 deelnemers, in de A-groep, op het 6e Lost Boys Toernooi in Antwerpen.[12]

#### 2000
- Winnaar A-groep van het Lost Boys Toernooi in Amsterdam[13][14]

#### 2001
- Winnaar A-groep van het Lost Boys Toernooi in Amsterdam[15]

#### 2002
- Winnaar A-groep van het Lost Boys Toernooi in Amsterdam[16]

#### 2004
- In januari eindigde Van Wely gedeeld 6e/8e in het Corus-toernooi met 6½ uit 13.
- Van Wely werd met 7½ uit 9 voor de vijfde achtereenvolgende keer kampioen van Nederland.
- Van Wely speelde in oktober 2004 mee in de 36e Schaakolympiade te Calvià, die door Oekraïne gewonnen werd. Nederland eindigde als achtste. Van Wely scoorde 7½ uit 13 aan het eerste bord.

#### 2005
- In januari 2005 eindigde Van Wely gedeeld achtste in het Corus-toernooi met 6½ uit 13.
- Van 8 t/m 17 juli 2005 werd in Dortmund het Dortmund Sparkassen schaaktoernooi gespeeld. Van Wely werd vierde met 5 punten.
- Van 30 juli t/m 7 augustus 2005 speelde hij mee in het Europees teamkampioenschap te Göteborg dat door Nederland gewonnen werd
- Van 5 t/m 16 september 2005 speelde Van Wely mee in het toernooi om het kampioenschap van Nederland in Leeuwarden. Hij werd kampioen met 5½ punt uit 9 ronden.

#### 2006
- In het Corus-toernooi eindigde hij als 10e met 6 uit 13.
- In het open toernooi van Foxwoods werd hij gedeeld 1e tot 3e met 7 uit 9.
- Bij het Nederlands kampioenschap eindigde hij op de gedeelde 3e/4e plaats met 7 uit 11.
- Bij de 37e Schaakolympiade in Turijn speelde Van Wely aan het derde bord. Hij scoorde 7½ uit 11.
- In november van dit jaar zette hij het Remco Heite schaaktoernooi in Wolvega op zijn naam.

#### 2007
- In het Corus-toernooi eindigde hij als 10e tot 12e met 5 uit 13.
- Bij het Aerosvit toernooi in Foros werd Van Wely gedeeld 3e met 6 uit 13.

#### 2008
- Bij het Corus toernooi zat er niet meer in dan een gedeelde laatste plaats, met 5 uit 13.
- Ook verder was 2008 geen goed jaar voor Van Wely, zijn FIDE-rating zakte tot bijna 2600 en hij verdween even uit de top-100 van de FIDE-ranglijst.
- In november haalde hij in Wolvega een gedeelde eerste plaats in het Remco Heite Schaaktoernooi.

#### 2009
- Van Wely scoorde 6 uit 13 bij het Corus-toernooi. Dat was goed voor een gedeelde 8e plaats.

#### 2014
- Bij het Tata Steel-toernooi eindigde Van Wely als gedeeld 8e, met een score van 5 uit 11. In de laatste ronde versloeg hij met zwart Levon Aronian, de nummer 2 van de FIDE-ranglijst op dat moment. Vier rondes daarvoor wist hij ook met zwart te winnen van Hikaru Nakamura, op dat moment de nummer 3 van de FIDE-ranglijst.
- Bij het Nederlands kampioenschap eindigde hij op de gedeelde 1e/2e plaats met 4½ uit 7, waarna hij de barrage voor de titel won tegen Sergej Tiviakov.

#### 2015
- Winnaar van de vierkamp (met Timman, Smeets en Nikolic) van het Daniël Noteboom-toernooi in Leiden.
- Nederlands Kampioen Lightning Chess[17]
- Tweede bij het NK Internetschaak[18]
- Derde bij het NK Schaakvoetbal in Utrecht met Charlois Europoort.[19]

#### 2016
- Winnaar HSC/De Legibus Open in Helmond
- Nederlands kampioen schaakvoetbal met Kennemer Combinatie
- Winnaar Hogeschool Zeelandtoernooi (8 pt. uit 9)[20]
- Winnaar 5e Vladimir Petrov Memorial[21][22]

#### 2023
- In 2023 werd hij vierde op het door Liam Vrolijk gewonnen Delftse OGD rapidschaak-toernooi.[23]

### Palmares
1989
- Ooievaar Weekendtoernooi, Den Haag

1993
- Ooievaar Weekendtoernooi, Den Haag

1995
- Ooievaar Weekendtoernooi, Den Haag

1996
- New York Open

1998
- Open NK Snelschaak, Dordrecht

1999
- /5e Nederlands kampioenschap schaken, Rotterdam
- Rubinstein Memorial, Polanica-Zdrój
- Ooievaar Weekendtoernooi, Den Haag
- Open NK, Dieren

2000
- Nederlands kampioenschap schaken, Rotterdam
- Lost Boys Toernooi, Amsterdam
- Open NK Snelschaak, Dordrecht

2001
- Nederlands kampioenschap schaken, Leeuwarden
- Lost Boys Toernooi, Amsterdam
- / Schaaktoernooi Hoogeveen (kroongroep)

2002
- Nederlands kampioenschap schaken, Leeuwarden
- Lost Boys Toernooi, Amsterdam

2003
- 4e/8e Hoogovens-toernooi, Wijk aan Zee
- Nederlands kampioenschap schaken, Leeuwarden

2004
- Nederlands kampioenschap schaken, Leeuwarden

2005
- Nederlands kampioenschap schaken, Leeuwarden

2006
- /4e Nederlands kampioenschap schaken, Hilversum
- /3e Foxwoods Open

2007
- Aerosvit-toernooi, Foros

2014
- Nederlands kampioenschap schaken, Amsterdam

## Persoonlijk
Van Wely is sinds 2013 getrouwd met de Salvadorese schaakster Lorena Zepeda.